# Hermann Kant
Hermann Kant (Hamburg, 1926. június 14. – Neustrelitz, 2016. augusztus 14.) német politikus, író és forgatókönyvíró. 1967-ben elnyerte a Heinrich Mann-díjat. A keletnémet rezsim egyik elismert írója volt. Politikusként is ismert, de részt vett a második világháborúban is.

## Művei
- Ein bisschen Südsee, elbeszélések, Rütten & Loening, Berlin, 1962.
- Die Aula, regény, 1965
- In Stockholm, útleírás, 1971
- Das Impressum, regény, 1972
- Eine Übertretung, elbeszélések, 1975
- Der Aufenthalt, regény, 1977
- Der dritte Nagel, elbeszélések, 1981
- Zu den Unterlagen, publicisztika, 1957–1980
- Bronzezeit, elbeszélések, 1986
- Die Summe, szatíra, 1987
- Abspann, visszaemlékezések, 1991
- Kormoran, regény, 1994
- Escape, Ein WORD-Spiel, 1995
- Okarina, regény, 2002
- Kino, regény, 2005
- Die Sache und die Sachen, beszélgetés Irmtraud Gutschkével, 2007
- Kennung, regény, 2010
- Lebenslauf. Zweiter Absatz, Aufbau Verlag, Berlin, 2011 ISBN 978-3-351-03344-6
- Ein strenges Spiel, 2015, Kulturmaschinen-Verlag, Ochsenfurt, 2015 ISBN 978-3-943977-60-8

## Magyarul
- Az aula; ford. Mátrai Tamásné; Európa, Bp., 1967
- Impresszum. Regény; ford. Tandori Dezső; Európa, Bp., 1974
- Lehet egy átkeléssel több? Elbeszélések; ford., utószó Tandori Dezső; Európa, Bp., 1979 (Modern könyvtár)
- Futásod véget ér. Regény; ford. Tandori Dezső; Európa, Bp., 1980